# Theneuille
Theneuille és un municipi francès, situat al departament de l'Alier i a la regió d'Alvèrnia-Roine-Alps. L'any 2007 tenia 398 habitants.

## Demografia

### Població
El 2007 la població de fet de Theneuille era de 398 persones. Hi havia 176 famílies de les quals 60 eren unipersonals (36 homes vivint sols i 24 dones vivint soles), 60 parelles sense fills, 48 parelles amb fills i 8 famílies monoparentals amb fills.
La població ha evolucionat segons el següent gràfic:
Habitants censats

### Habitatges
El 2007 hi havia 303 habitatges, 183 eren l'habitatge principal de la família, 73 eren segones residències i 46 estaven desocupats. 295 eren cases i 8 eren apartaments. Dels 183 habitatges principals, 134 estaven ocupats pels seus propietaris, 38 estaven llogats i ocupats pels llogaters i 11 estaven cedits a títol gratuït; 2 tenien una cambra, 11 en tenien dues, 39 en tenien tres, 54 en tenien quatre i 77 en tenien cinc o més. 154 habitatges disposaven pel capbaix d'una plaça de pàrquing. A 95 habitatges hi havia un automòbil i a 63 n'hi havia dos o més.

### Piràmide de població
La piràmide de població per edats i sexe el 2009 era:
| Homes | Edats   | Dones |
| ----- | ------- | ----- |
| 0     | 95 o +  | 0     |
| 0     | 90 a 94 | 4     |
| 12    | 85 a 89 | 4     |
| 0     | 80 a 84 | 8     |
| 4     | 75 a 79 | 16    |
| 28    | 70 a 74 | 12    |
| 4     | 65 a 69 | 12    |
| 24    | 60 a 64 | 16    |
| 8     | 55 a 59 | 12    |
| 12    | 50 a 54 | 8     |
| 12    | 45 a 49 | 8     |
| 16    | 40 a 44 | 0     |
| 32    | 35 a 39 | 36    |
| 12    | 30 a 34 | 8     |
| 4     | 25 a 29 | 4     |
| 0     | 20 a 24 | 4     |
| 4     | 15 a 19 | 20    |
| 4     | 10 a 14 | 16    |
| 8     | 5 a 9   | 12    |
| 12    | 0 a 4   | 8     |

## Economia
El 2007 la població en edat de treballar era de 243 persones, 160 eren actives i 83 eren inactives. De les 160 persones actives 141 estaven ocupades (79 homes i 62 dones) i 19 estaven aturades (9 homes i 10 dones). De les 83 persones inactives 38 estaven jubilades, 20 estaven estudiant i 25 estaven classificades com a «altres inactius».

### Ingressos
El 2009 a Theneuille hi havia 198 unitats fiscals que integraven 418,5 persones, la mediana anual d'ingressos fiscals per persona era de 13.776 €.

### Activitats econòmiques
Dels 19 establiments que hi havia el 2007, 2 eren d'empreses alimentàries, 1 d'una empresa de fabricació d'altres productes industrials, 3 d'empreses de construcció, 4 d'empreses de comerç i reparació d'automòbils, 3 d'empreses d'hostatgeria i restauració, 2 d'empreses de serveis, 3 d'entitats de l'administració pública i 1 d'una empresa classificada com a «altres activitats de serveis».
Dels 5 establiments de servei als particulars que hi havia el 2009, 2 eren paletes, 1 electricista i 2 restaurants.
Dels 2 establiments comercials que hi havia el 2009, 1 era una fleca i 1 una joieria.
L'any 2000 a Theneuille hi havia 38 explotacions agrícoles que ocupaven un total de 2.755 hectàrees.

## Poblacions més properes
El següent diagrama mostra les poblacions més properes.